# 인터콥
인터콥(InterCP)은 대한민국 개신교회의 평신도 중심 선교 단체다. 인터콥은 신복음주의를 기반으로 로잔언약과 웨스트민스터 신앙고백을 따르며 개혁주의 신학을 준수한다고 표방하지만, 극우 근본주의 성향이라는 평가를 받고있다.
집중적인 단기 훈련을 통해 개신교회 평신도를 선교지에 파송하는 것을 중심으로 하는 선교단체로 1983년 대표 최바울이 설립했다. 국내에 67개 지부가 있고, 대학생, 청년, 청소년, 아동 등 계층별 선교 사역을 수행한다. 해외에서는 특히 이슬람교, 불교, 힌두교 등 타 종교 성향이 강한 지역을 중심으로 선교 활동을 전개한다. 이런 공격적인 선교 방식과 '신사도 운동', '세대주의 종말론', '땅밟기'와 같은 신학적 문제로 인해 국내 여러 주요 교단에서는 이들과의 교류에 대해 경고하고 있다.
현재 인터콥에 대해 예장합동은 ‘참여금지, 교류단절’, 예장통합은 ‘예의주시, 참여자제’, 예장합신은 '이단', 기하성은 ‘참여금지’를, 기성은 ‘예의주시, 경계대상’, 예장고신은 ‘이단성이 있는 불건전 단체이므로 참여 및 교류 금지’를 유지하고 있다. 특히나 기감에서는 인터콥이 극단적인 세대주의와 위험한 이원론을 주장하는 명백한 잘못이 있다고 규정했다.
신학지도와 선교사역지에 대한 논란으로 인하여 한국세계선교협의회(KWMA)로부터 징계 직전에 2021년 6월 29일 자진 탈퇴했지만, 인터콥은 자신들로 인해 한국 선교계 내에 지속된 오랜 논쟁과 갈등을 해소하기 위해 탈퇴한 것이라고 주장했다.

## 단체 개요

### 단체 비전 및 신학
인터콥은 로잔 언약을 기초한 신앙고백에 바탕을 둔 초교파적 복음주의 단체로 표방하지만, 실제로는 개혁주의 계열의 보수 교파와 주로 활동한다. 신학적 기본으로 삼은 로잔 언약은 개신교 보수주의 신학계의 연대로 개신교 보수주의 신학의 대표적 기반이고, 현재 기독교 근본주의 성향의 극우 개신교단들의 협의체인 한기총의 회원으로 활동하고 있다.

### 조직
조직은 2020년 12월 기준으로 고문과 지도위원장, 이사장으로 구성되었다.
| 직위            | 담당자 |
| --------------- | --- |
| 고문            | - 김용실 목사(대한예수교장로회(합동)증경 총회장, 연정교회 원로목사, CTS기독교TV 전대표) - 노봉린 박사(하와이국제신학교 총장, 세계복음주의협의회 WEF신학분과 총무, 아세아신학협의회 ATA실행총무) - 박희민 목사(LA영락교회 전임 목사, 해외한인장로회(통합)증경 총회장, KWMC 명예회장) |
| 국제상임고문    | - 최일식 목사(KWMC창립사무총장, KWMA전 상임총무, KIMNET 상임대표) |
| 지도위원장      | - 임석순 목사(전 대신총회신학교 총장, 현 백석대학교 대학원 교수, 현 한국중앙교회 담임) |
| 미주 지도위원장 | - 박성근 목사(미주남침례회 한인교회 총회 전회장, 남침례신학교 학장, 남가주새누리교회 담임) |
| 한국 이사장     | - 이준 장로(전 국방부 37대 장관, 현 AMCF선교협력 위원회 위원장) |
| 미주 이사장     | - 송병기 목사(해외한인장로회(통합)증경 총회장, 대뉴욕교협 전회장, 뉴욕목양장로교회 원로목사) |
| 미주법인 이사장 | - 티모시 바버(어반 빈티지 아파트 유한책임회사 대표, 바버컨설팅서비스 대표) |
| 본부장          | - 최바울 선교사(인터콥 터키 선교사, 전 인터콥 대표) |
| 사무총장        | - 강요한 선교사(인터콥 우즈베키스탄 선교사) |

## 선교 활동

### 국내
국내에서는 상주열방센터를 중심으로 훈련프로그램인 12주의 과정을 지닌 비전스쿨을 운영한다. 전문사역자를 양성하기 위한 훈련과정도 제공한다. 1년에 2회 선교캠프를 열어 선교사들과 다양한 프로그램으로 집회를 진행한다. 지부에서는 매주 혹은 매월 월드미션이라는 인터콥 방식의 예배를 드린다.

### 해외
해외에는 2020년 기준 1,400여명의 전문 선교사를 파견하였다. 초기에는 이슬람교 지역을 중심으로 선교사를 파견하였고, 현재는 특정 종교 지역이 아닌 다양한 종교 지역에 선교사를 파견하였으며, 국제사역으로 인해 유럽, 중동, 아프리카에도 지부가 설립되어 현지 교회와 연대하여 사역하고 있다.

## 평가

### 긍정적
인터콥의 선교 방식은 기존 장로교 교단들의 선교 방식에 긍정적인 영향을 주었다. 이슬람지역에서의 성공적인 선교와 전향적인 선교와 종합적인 선교 방식을 제시했고, 선교 기간과 선교사를 구분하였으며, 선교사의 전방위 지원을 구축하였다. 선교단체로 꾸준항 성장을 이루고, 선교사들을 지원하는 단체이다.

#### 장로교 교단들의 선교 방식 변화
흔히 장로교 교단들이 수행하던 선교가 기독교 확장을 중심으로 했다면, 인터콥은 기독교가 알려지지 않은 지역에 과감히 선교를 수행하고, 기독교를 알리는 역할을 수행하였다. 기독교를 전혀 알지 못하던 지역에서 기독교를 이해하고, 기독교에 대한 관심을 기울이는 작업을 수행했다. 이 과정에서 기존 장로교회 교단에서 진행하던 개교회 중심 형태의 선교방식을 교회, 단체, 선교사의 밀접한 관계로 구성하여 대한민국 장로교회 교단들의 선교 방식을 변화시켰다.

#### 전문 평신도 선교사 육성
인터콥은 선교사들이 성직자인 목사만이 아니라 다양한 전문가 평신도가 선교사로 활동하도록 제도와 방식을 제공하였다. 선교는 복음을 전하는 것만이 아니라 다양한 문화와 문명을 알리는 과정도 포함하므로 선진적인 기술과 재능을 지닌 평신도 선교사들을 양성하여 다양한 방면에 활약하도록 지원하였고, 선교 기간을 장단기로 구분하여 선교 활동을 원활하게 하였다.

#### 선교사들에 대한 지원
선교사들의 활동을 전방위적으로 지원하여, 사역을 위한 윤리적 원칙을 제시하고, 윤리적인 선교가 이뤄지도록 하며, 선교사들의 자녀을 돌보는 다양한 방안도 마련하였다. 또한 선교사와 그 가족들에 대한 다양한 훈련과정 제공하여 선교지 활동을 충분히 감당하는 능력을 지닌 선교사로 육성하였다.

### 부정적
인터콥의 논란점으로는 신학적 문제, 과격한 선교 방식, 반사회적 성향이 꼽힌다. 특히 최근에는 장로교단에서도 인터콥의 이단성에 문제를 제기해 교류를 금지하고 있다.

#### 신학적 문제
평신도 선교단체인 인터콥은 극단적 세대주의 종말론, 신사도운동, 백투예루살렘 운동 등을 보이며, 보수적 장로교회 교단에서도 수용하기 힘든 신학적 주장을 하였다. 보수적 장로교 교단인 예장합동과 합동, 합신, 고신 등에서도 2011년부터 교류금지와 참여 자제를 결정하였다. 언급된 신학적 배경이 모두 극단적 기독교 근본주의 성향에서 발생한 사상들이다.
인터콥은 대한민국 개신교회에서 이단으로 보는 단체들이 따르는 '세대주의'의 영향을 받았다. 세대주의는 섭리를 이해하고자 시대를 구분하는 정도가 아니다. 세대주의는 개신교 종교개혁 사상을 반대하고, 극단적 알레고리 성경해석 방식과 극단적인 예정론으로 인한 문제점으로 기독교 이단들이 활용하는 사상으로 잘 알려졌다. 특히 인터콥 설립자인 최바울 본부장은 자퇴했다는 주장과 다르게 아세아연합신학대학원에서 제적되었고, 극단적 세대주의와 종말론으로 논란이 있었던 성락교회의 선교사 출신으로 알려져 세대주의 영향단체로 구분되었다. 세대주의는 인터콥이 따른다는 로잔언약과도 대립되는 사상으로 로잔언약을 따르는 신학적 토대에서 세대주의를 수용할 수 없는 구조를 지닌다. 따라서 인터콥의 신학적 사상은 보수적 개신교회 사상의 선언인 로잔 언약을 충분히 따르지 않는다고 하겠다.
'신사도운동'은 초기에 기독교 초대교회 전통인 예언과 성령 치유 등을 중심으로 열정을 회복하는 운동으로 시작했다. 그러나 점차 기독교 근본주의 성향의 운동으로 변화하였다. 종교개혁 전통인 역사적 성경해석이 약화되고, 알레고리적 성경해석이 강화되면서 전통적 기독교 신학과 교리를 거부하고 새로운 직통 계시와 그에 따르는 새로운 교리를 형성하며 문제가 되었다. 특히 기존 기독교는 완전히 신사도로 바뀌어야 한다는 주장으로 이단사상으로 간주하는 회복주의 성향을 지니게 되었다. 교회부흥과 성장을 위해서 새로운 사도를 통한 계시가 있으므로 정통적 기독교 교리인 보편공의회 신학을 수용하지 않고도 가능하다고 주장하였다. 그로 인해 기독교와 유태교의 구분도 점차 모호해지는 성향도 보인다. 인터콥은 이러한 신사도 운동을 수용하여 운영하는 다양한 교육과 집회에서 강의하고, 학습에 활용하였다.
'백투예루살렘', 즉 '예루살렘으로 회귀' 운동은 신사도 운동에서 등장한 활동으로 이단적 회복주의 성향을 보이는 신사도 운동의 종말론을 바탕으로 하였다. 현재의 지리적 예루살렘을 직접 점령해야 한다고 하며, 예루살렘을 점령하면 중동 지역 이슬람 세력과 전쟁을 통해 승리하고 예수가 재림한다고 주장한다. 특히 유대교조차 시도하지 않는 새로운 예루살렘 성전을 건설하고 영적이니 상태에서 실제 전쟁을 해야 한다고 주장한다. 이것은 극단적 세대주의를 따르고 기독교 교리와 성경해석을 거부하는 이 활동은 극단적 기독교 근본주의에서 더 나가 심각한 사회, 국제적 문제를 일으키는 주장이다. 게다가 예루살렘에 성전을 재건축해야 한다며 물질주의와 배금주의를 강조한다. 회복주의 성향의 주장으로 지리적 예루살렘을 중시하고, 예수 그리스도의 이름도 히브리어를 따라 "예슈아"라고 칭해야 한다고 강조한다. 이러한 백투예루살렘 활동을 직접적으로 인터콥에서 수용하여 집회와 교육에서 활용하고 육성 과정에서 진행하였다.

##### 반론
인터콥 설립자인 최바울 본부장은 한동대학교 국제학 교수로 임직하게 되면서 아세아연합신학대학원 목회학 석사 과정을 마치지 못하고 중퇴했으며 이후 개혁주의 계통의 신대원에서 조직신학을 전공하였다.
그러나 45년 전 대학생 시절 성락교회에 1년 반 정도 출석하였다가 스스로 나왔고, 온누리교회에 출석하면서 현재는 온누리교회 파송선교사이자 장로로 임직 중이다.
인터콥은 개혁주의, 복음주의이면서 오순절주의, 에쿠메니컬주의 등 모든 교파와 교리를 수용하는 초교파 단체이다. '신사도운동'을 한다는 비판은 인터콥이 다윗의 장막, 24시간 기도운동, 부의 이동 등 용어 사용 때문이다. 지적을 받고 용어 사용을 중단/자제하고 있으나 한국교회 교인들 사이에 널리 퍼져있는 이러한 용어는 쉽게 사라지지 않고 있다.
'백투예루살렘', 즉 '예루살렘으로 회귀' 운동은 중국교회에서 1920년대에 시작한 선교운동이다. 미국 선교지도자 루이스 부시와 토마스 왕이 2002년에 국제 선교운동으로 확대시켰다. 인터콥은 미국에서 이 운동을 수입하여 국내에서 하였으나 세대주의 논쟁에 휩싸이게 되었다. 실제로 최바울대표는 예루살렘을 '물리적으로' 점령해야한다는 주장을 한 적이 없다고 주장한다.
최초로 이 문제를 제기한 '세이총'(세계이단대책총연합회)라는 단체가 급하게 임의적으로 조직된 단체라는 비판이 존재한다.

#### 과격한 선교 방식과 거짓 해명
인터콥의 선교방식은 초창기에는 새로운 시도로 이해되었지만 현재는 선교 지역의 거부감을 일으키는 선교 방식으로 인식되고 있다. 선교 지역의 문화를 이해하거나 생활 방식을 고려한 선교 방식이 아니라 인터콥의 자체적 선교 방식을 고수해 선교지에서 추방되는 사건도 발생하고 있다. 당장에 인터콥의 최바울 목사가 아프가니스탄에서 대규모로 전도활동을 하려다가 현지 주민의 반기독교,반한 감정만 자극시킨 경우도 있을 정도다. 근본주의 이슬람의 세가 강한 지역에서 무리하게 선교하다가 인터콥의 중국인 선교사가 피살되는 사건도 있었다.

#### 반사회적 성향
인터콥에 참여하면서 학업을 포기하고, 교회보다 인터콥의 활동을 더 중요시하는 태도를 보이며, 사회적 활동보다는 인터콥의 활동에만 전념해야 한다고 생각하고 직장과 사회의 인간관계가 모조리 단절되기도 한다.

##### 반론
인터콥에 참여하면서 교회는 등한시하고 인터콥만 중시하게 되었다는 것은 일부 사례를 과하게 일반화한 것이다. 인터콥의 선교훈련 커리큘럼에는 ‘한국교회사’와 ‘교회론’이 포함되어 있고, 선교사 파송의 절차에도 기존에 소속된 지역 교회의 허락이 필요하다.

#### 코로나19 집단 감염
2020년 전국에 코로나19 대유행이 발생한 상황에서도 전염병을 예방하려는 노력을 전혀 보이지 않았다. 코로나19 방역에 대한 지속적인 비협조로 고발당해 대구지법에서 징역 1년과 벌금 300만 원의 처벌을 받기도 했다. 회원들을 교육하기 위해 휴대전화를 끈 채로 열방센터에 모이도록 지도한 결과, 결국 코로나19의 집단 감염지로 전락하게 되었다.

게다가 위의 반론이라고 말한 것과 다르게, 코로나 19 백신 음모론까지 주장하며 완전히 반사회적 단체로 전락하게 되버린다

## 최바울 대표의 신학적 성향
개신교회는 자연계시와 인간의 이성을 중요하게 여기는 종교개혁의 전통을 따른다. 종교개혁 전통의 성경이해는 알레고리 성경해석을 일부 활용 가능하나, 반드시 역사적 성경해석을 기반으로 해야 한다. 개신교회의 종말론은 하나님의 주권과 예수 그리스도 복음의 완성과 성령의 역사를 통한 하나님 나라 완성에 대한 희망이지 인류 멸망론이 아니다. 그러나 인터콥 대표인 최바울의 신학적 성향은 이와 다른 성향을 지녔다.
최 대표의 신학 방향의 장점은 적극적인 선교를 위해서 선교를 주제로 성경을 해석하는 방향과 선교를 위한 종말론의 강조이다. 세상 끝까지 선교하기 위해서 선교를 주제로 성경 구절과 내용을 정리하여 선교의 의미와 가치를 성경에서 찾으려는 노력이 있었다. 그리고 종말이 오기 전에 세상 끝까지 선교를 해야 한다는 긴박성을 강조하는 것도 선교를 위한 자세에 도움이 되는 주장이기도 하다.
이런 장점과 반대로 문제점은, 선교와 종말론을 설명하는 성경해석, 멸망을 제시하는 종말론, 그리고 선교 지상주의적인 입장으로 인한 자연계시와 이성의 역할 무시에서 드러난다. 최 대표는 선교를 위한 성경 해석을 세대주의적 성경해석을 바탕으로 하였다. 알레고리 성경해석을 기준로 하는 세대주의는 역사적 성경해석을 기반으로 하는 종교개혁 사상과 정반대 방향을 주장한다. 지나친 문자적 종말론적 관점인 세대주의적 신학이 긴박성을 강조하여 선교의 동기를 부여하는데 역할을 하겠지만, 모든 영역에서 전통적인 종교개혁의 사상과도 멀어졌다. 이러한 세대주의 사상과 성경 해석을 최바울 대표는 강의와 훈련을 통해서 강조한다.
종말론을 강조하기 위한 최 대표의 주장은 인류 멸망론에 가까운 근본주의 주장을 수용하였다. 세대주의적 종말론과 성경 문자주의, 축자영감설 등을 받아들인 근본주의 주장은 예루살렘을 실제 전쟁으로 점령하는 종말론을 주장한다. 이러한 근본주의의 종말론은 예수 그리스도의 복음도 아니고, 하나님의 주권이 이 땅에 실현되는 위대한 희망을 뜻하는 기독교의 전통적인 종말론은 더 더욱 아니다. 예루살렘을 점령하라는 의미를 담은 신약 성경 구절이 없는데도, 알레고리 성경해석을 활용하여 예루살렘을 전쟁으로 점령해야 한다고 주장한다. 이 근본주의적 종말론의 표현이 예루살렘 회귀(백 투 예루살렘) 운동이다. '백 투 예루살렘'(Back to Jerusalem)은 이미 인터콥의 각종 시설 이름으로 활용하고, 알파벳 약자인 'BTJ'로 표기하며, 최바울 대표가 강조하는 주요 주장 중 하나이다.
그리고 최바울 대표의 선교 지상주의는 기독교 교회의 기본 활동 5가지인 예배와 교육, 친교, 봉사, 선교 중 선교만을 강요한다. 이로 인해 선교만을 위한 인간상을 제시하며, 사회에 대한 친교와 봉사를 등한시하며, 창조된 세상을 이해하고 세상을 풍요롭게 해야 하는 인간의 이성을 경시하는 주장을 한다. 인터콥 선교에 참여하기 시작한 선교 교육생 중에서 주변 관계를 끊고, 사회적인 인간관계와 가족 관계가 단절되는 상황이 나타났으며, 교회 예배를 떠나 선교회 활동에만 집중하도록 강요하는 활동도 나타났다. 최 대표는 사회에 대한 기독교인의 당연한 의무인 친교와 봉사를 거부하며 반사회적 태도를 고수하라는 주제 강연을 하였다. 인간의 이성은 인간의 피조된 속성으로 창조된 세상에서 창조주 하나님의 의도를 파악하고 그것을 따르도록 하는 중요한 기능을 한다. 이성으로 형성된 의학적 기준, 경제적 상황, 사회적 구조의 가치를 몰가치한 것으로 주장하여 창조주가 부여한 올바른 이성의 활용을 거부한다. 이는 하나님의 창조 경륜을 거부하는 태도이다. 이러한 이성에 대한 거부는 인터콥의 모습과 최 대표의 주장에서도 나타났다.
그 이외에도, 성경에서 생육하고 번성하고 땅에 충만하고 다스리라고 한 창세기 1장 28절의 문화 명령에 맞지 않다고 보아야 할 것이다. 아브라함 카이퍼나 헤르만 바빙크가 주장하는 모든 영역에서 하나님의 주권이 실현되어야 하는 문화적 사명을 무시하고 선교라는 하나의 영역에서 지나치게 강조함으로서 기독교인의 삶의 균형이 조화롭지 못하게 만들어버렸다. 특별히 과학과 의학의 기술을 지나치게 무시하는 것은 자연계시의 영역의 이해가 충분하지 못한 그의 신학의 한계이다. 생물학에 대한 오해에서 발생한 그의 신학적 수준이 최바울 대표가 "코로나는 빌 게이츠 프로젝트…백신으로 DNA 조작해 세계 시민 노예 만들려 해"라는 음모론으로 사회적 문제를 일으키게 된 원인이다.
하지만 이러한 주장과는 반대로, 최바울선교사는 개혁주의 조직신학 Th.M을 수료하였으며 그의 논문도 개혁주의 신학의 중심 주제인 ‘언약신학’ 관련이다. 따라서 세대주의 문제로 비난 받는 것은 과도하나 그가 대채 신학을 수용하지 않는 입장을 드러냄으로써 계속 문제가 되고 있다. 최바울 선교사는 서울 온누리교회 장로이며 선교사이다. 온누리교회는 장로교단에 속해있지만 대체주의을 반대한다. 최바울 선교사는 온누리교회의 신학적 입장을 따르고 있는 것이다. 따라서 이 논쟁은 쉽사리 끝날 것 같지않다.
최바울 선교사는 ‘예루살렘을 점령하라’는 주장은 전혀 한 적이 없음에도 이런 주장이 나오는 것은 다름 아닌 백투예루살렘 용어 때문이다. 그는 마태복음 24:14절 천국복음이 모든 민족에 증거되면 끝이 오리라는 말씀을 강조한다. 미전도 종족 선교를 해야하며 선교는 예수님의 재림과 관련된 사역이라는 주장이다.